# 수북면
수북면(水北面)은 전라남도 담양군의 면이다. 면적은 29.036km2이고, 2021년 기준 인구는 약 4천576명이다. 

## 행정 구역
- 고성리(古城里) 
  - 고리대ㆍ궁암
  - 월성산
- 개동리(開東里) 
  - 개동
- 나산리(羅山里) 
  - 하촌
  - 상촌
- 남산리(南山里) 
  - 남산
- 담빛리 
  - 담빛1구
- 두정리(斗井里) 
  - 경산ㆍ두동ㆍ용정
- 대방리(大舫里) 
  - 송정
  - 원대방ㆍ중촌
  - 남전ㆍ포백
- 대흥리(大興里) 
  - 대흥ㆍ만화동
- 궁산리(弓山里) 
  - 원궁산
  - 구암ㆍ중동ㆍ쪽재골
- 수북리(水北里) 
  - 수북
  - 사창동ㆍ진등
- 오정리(梧亭里) 
  - 강동
  - 삼인동ㆍ원오정
- 정중리(井中里) 
  - 정중
- 주평리(舟坪里) 
  - 용구동ㆍ서당동
  - 구련
- 풍수리(豊水里) 
  - 동상
  - 넘은들
  - 미산
- 황금리(黃金里) 
  - 금구
  - 황덕

## 교육
| 학교명       | 소재지                       | 비고 |
| ------------ | ---------------------------- | ---- |
| 수북초등학교 | 수북면 추성1로 714 (수북리)  |      |
| 수북중학교   | 수북면 한수동로 527 (수북리) |      |